# Шляховое (Коломакский район)
Шляхово́е (укр. Шляхове), село,
Шляховский сельский совет,
Коломакский район,
Харьковская область.
Код КОАТУУ — 6323281201. Население по переписи 2001 года составляет 152 (68/84 м/ж) человека.
Является административным центром Шляховско́го сельского совета, в который, кроме того, входят сёла Андрусовка, Бондаревка, Бровковое, Дмитровка, Кисовка, Латышовка, Логвиновка, Николаевка и Сургаевка.

## Географическое положение
Село Шляховое находится на берегу реки Шляхова́я, выше по течению на расстоянии в 1 км расположено хутор Николаевка, ниже по течению на расстоянии в 4 км расположен пгт Коломак.

## История
- 1775 — дата основания.
- В 1976 году село входило в Валковской район.
- До июля 2020 года входило в Коломакский район (до его ликвидации).

## Экономика
- Сельскохозяйственное ООО «Лан».
- Молочно-товарная ферма ( разобрана к июлю 2017 года )

## Объекты социальной сферы
- Школа.
- Клуб.
- Стадион.

## Достопримечательности
- Братская могила советских воинов и памятный знак воинам-односельчанам. Похоронены 252 воина.